# Coma White
"Coma White" é um single da banda Marilyn Manson. é a última faixa do álbum Mechanical Animals. Apesar de só ser lançado como um single promocional, um vídeo foi lançado na sequência da tragédia de Columbine o que gerou controvérsias em torno da banda, e também ofereceu uma prévia para o projeto Holy Wood. O vídeo gerou significantes controvérsias e tornou-se muito requisitado na MTV. É considerado um dos favoritos dos fãs e uma das músicas de Manson mais aclamadas pela crítica, tal como o álbum como um todo.

## Som
A canção é bem diferente do restante do álbum que está incluída, esta inicia com um riff consideravelmente simples na corda de violão B, após a primeira execução do riff, um padrão simplista de bateria com suporte de base minimalista e as letras começam logo após a segunda execução do riff. A última repetição da seção do verso inclui algumas sobreposições de guitarras distorcidas que constroem para o refrão, um conjunto straight-up de power chords com um pequeno som de teclado no fundo. Após este, a uma repetição, entretanto, claramente se escuta um maior efeito de teclado.
Em seguida há uma ponte que consiste em uma guitarra que joga uma extrapolação a partir do refrão, com uma segunda guitarra sobreposta tocando as notas graves de cada acorde em um campo sonoro alto. O refrão é tocado duas vezes seguido pela ponte. É tocado uma vez com o ritmo da base afastado do som ambiente, uma vez com um alto som de guitarra em uma das extremidades sonoras e a terceira é composto pela banda toda.  A seção rítmica, em seguida, joga a primeira metade do refrão antes de uma guitarra entrar em ação para terminá-lo, em seguida, o refrão é tocado mais três vezes. A última vez que ele é executado, há um som de guitarra dividida em camadas com base na cadeia sol (G); esta progressão continua até o resto do refrão terminar.
Uma análise considerou que a canção" descreve uma menina que Manson havia amado e ele compara a menina com uma droga, pois o cantor não tem certeza de quem ela é apaixonada.

## Videoclipe
O vídeo da música foi dirigido por Samuel Bayer e estreou na MTV em 13 de setembro de 1999. O vídeo gerou polêmica já que apresentou uma reconstituição do assassinato de John F. Kennedy em 1963 (embora no videoclipe apresentar uma iluminação fraca, ao contrário do fato real ocorrido em plena luz do dia). Manson e sua então noiva Rose McGowan acabam atuando como JFK e a primeira-dama Jacqueline Kennedy, respectivamente. Seu disco de estreia foi através do site oficial da banda, e foi adiada duas vezes até meados de setembro devido ao massacre de Columbine e da morte de JFK Jr.

## Controvérsia
Naquela época, ocorreu dois eventos que coincidiram e dificultaram o lançamento do videoclipe e também criaram especulações e polêmicas em torno deste, os eventos foram: a morte de John F. Kennedy, Jr. em uma queda de avião e o massacre de Columbine.
Em um comunicado divulgado por seu agente, Manson disse que o vídeo usou o assassinato de Kennedy "como uma metáfora para a obsessão e culto pela violência da América. A minha afirmação foi sempre a intenção de fazer as pessoas pensar em como eles veem e, por vezes, participar nestes eventos." Além disso, o vídeo "não é de forma um escárnio. Na verdade, é uma homenagem a homens como Jesus Cristo e JFK que morreram nas mãos da sede insaciável da humanidade para a violência."
Segundo ele: "little did I know that the tragedy at Columbine and the accidental death of JFK Jr. would follow. But it was telling to see the news media shamelessly gorge itself on these events, which ultimately made my observations in the video even truer than I had originally imagined."